# Bogdány
Bogdány (szlovákul Bohdanovce nad Trnavou) község Szlovákiában, a Nagyszombati kerületben, a Nagyszombati járásban.

## Fekvése
Nagyszombattól 7 km-re északnyugatra található.

## Nevének eredete
Neve a szláv Bohdan (= Isten ajándéka) személynévből származik.

## Története
A község területén a kőkorszak óta élnek emberek. A legrégibb régészeti leletek a vonaldíszes kerámiák népétől származnak. A magyar honfoglalás előtt szláv település volt a falu helyén, mely a magyar államalapításkor már lakatlan volt.
A mai falut 1332-ben a pápai tizedjegyzékben Podans néven említik először, ekkor már állt temploma is. 1373-ban Bogdanch néven említik. 1387-ben Zsigmond király több faluval együtt hívének, Stibor vajdának adja. 1394-től Éleskő várának uradalmához tartozott. 1414-ben, Stibor halála után a birtok azonos nevű fiára szállt. 1435-ben Zsigmond Rozgonyi Györgynek és Istvánnak adja. 1496-tól a falu keleti része az éleskői uradalom részeként Czobor Imre és János, nyugati része a Szentgyörgyi és Bazini grófok birtoka, a 16. századtól a vöröskői váruradalom része. Lakói főként mezőgazdasággal foglalkoztak. A 18. században három malom és sörfőzde működött a falu területén. Neve 1887-ig Bogdanócz volt.
Vályi András szerint "BOGDANÓTZ. Bogdanovcze. Tót falu Posony Vármegyében, földes Ura Gróf Pálfy Uraság, lakosai katolikusok, ’s a’ Veröskői Uradalomhoz tartozik, fekszik a’ felsöbb Szigetbéli járásban. Határja jó, réttye, legelője elég, más javai is nevezetesek, első Osztálybéli."
Fényes Elek szerint "Bogdanocz, tót falu, Pozson vgyében, Nagy-Szombathoz 1 órányira; 490 kath., 17 zsidó lak., kath. paroch. templommal. Határja fekete agyagos s igen sikeres buzát terem; rétjei kétszer kaszálhatók; bora, erdeje, s vizimalma van. F. u. gr. Pálffy Ferencz."
A trianoni békeszerződésig Pozsony vármegye Nagyszombati járásához tartozott.

## Népessége
| Év:            | 1994. | 2004.   | 2014.    | 2024.    |
| -------------- | ----- | ------- | -------- | -------- |
| Emberek száma: | 936   | 969     | 1306     | 1529     |
| Eltérés:       |       | +3,52 % | +34,77 % | +17,07 % |

| Év:            | 2023. | 2024.   |
| -------------- | ----- | ------- |
| Emberek száma: | 1532  | 1529    |
| Eltérés:       |       | -0,19 % |

1910-ben 706, túlnyomórészt szlovák lakosa volt.
2001-ben 945 lakosából 935 szlovák volt.
2011-ben 1171 lakosából 1138 szlovák.

## Nevezetességei
- Szent Péter és Pál apostolok tiszteletére szentelt római katolikus temploma 14. századi, tornya a 16. század első felében épült. A 20. században a templomot bővítették, a régi templom így a mainak oldalhajója lett.
- Nepomuki Szent János kápolnája 1835-ben épült.